# Creissan
Creissan – miejscowość i gmina we Francji, w regionie Oksytania, w departamencie Hérault.
Według danych na rok 1990 gminę zamieszkiwało 861 osób, a gęstość zaludnienia wynosiła 97 osób/km² (wśród 1545 gmin Langwedocji-Roussillon Creissan plasuje się na 383. miejscu pod względem liczby ludności, natomiast pod względem powierzchni na miejscu 810.).